# 大阪城の火事
大阪城の火事（おおさかじょうのかじ）とは、集団や組織の指揮管理において、具体的な指示を出すことの重要性を示すたとえ話である。史実の大阪城（大坂城）において、該当する火災は確認されていない。

## たとえ話
このたとえ話は、指揮管理には具体的な方策などを含めて指示すべきで、各役職はその業務の役割に応じた行動指示を必要とすることを伝える。トップから方針が発せられた場合、その指示を受けた管理職はその職域において方針を実現するための計画を練り部下に指示し、それが実施される責任を負うべきとされる。

## 史実における大阪城（大坂城）の火災
以下に示すように、記録に残る火災（大坂の陣や太平洋戦争における戦災は除外）はいずれも江戸時代以降のものである。
1. 1660年7月25日（万治元年6月18日）、落雷により、城内青屋門近くにあった土蔵造りの焔硝蔵が爆発し[4]、天守や御殿、櫓、橋など、多数の建造物が損壊した。
2. 1665年2月16日（寛文5年1月2日）、落雷により、天守を焼失した[4]。
3. 1783年11月5日（天明3年10月11日）、落雷により、大手御門を焼失した[5]。
4. 1868年2月2日（慶応4年1月9日）、幕府軍から新政府軍への引き渡しの最中、本丸御殿の台所より出火し、本丸御殿・本丸の三重櫓11基・桜門・姫門など本丸のすべての門、山里曲輪の東菱櫓・西片菱櫓・山里門・極楽橋、二の丸の四番櫓・五番櫓・七番櫓・太鼓櫓・艮櫓・巽櫓・玉造門など城内の建造物のほとんどを焼失した。『櫟原家文書』によれば、1月31日（1月7日）以降連日のように城内で火災が発生していたという[6]。
5. 1947年（昭和22年）9月12日、占領軍の失火により、天臨閣（紀州御殿）を焼失した。